# Bon komunalny
Bon komunalny – krótkoterminowy papier dłużny emitowany przez podmioty samorządu terytorialnego w celu sfinansowania luki budżetowej jednostki. Poprzez bon komunalny emitent tj. podmiot samorządu lokalnego, zobowiązuje się w dniu zapadalności bonu do zwrotu określonej na nim nominalnej kwoty do aktualnego posiadacza bonu. Okres wykupu bonu komunalnego nie przekracza roku. Bon komunalny jest instrumentem dyskontowym, jego oprocentowanie może być oparte na stawce rynku lokat międzybankowych lub rentowności bonów skarbowych. 
Istnieje możliwość oferowania bonów komunalnych innym podmiotom samorządu lokalnego. Jednostki samorządu terytorialnego posiadające nadwyżki budżetowe mogą nabyć bony komunalne podmiotów samorządu lokalnego, które chwilowo cierpią na brak wystarczającej puli środków finansowych. Wzajemne zaufanie i znajomość sytuacji finansowej sektora występująca w takiej sytuacji mogą pozwolić na zmniejszenie kosztów emisji bonów komunalnych.
Bony komunalne po raz pierwszy na polskim rynku zostały wyemitowane w połowie 1999 roku przez gminę Radom, wartość ich emisji wyniosła 5 mln zł.